# PSR B1913+16

PSR B1913+16公转周期的缩短。红点为实际观察到的值，和广义相对论所预测的缩短值抛物线相符合

PSR B1913+16，又称PSR J1915+1606，PSR 1913+16，是一颗位于双星系统中的脉冲星，它和一颗中子星围绕同一个质心公转。這颗中子星是於1974年由普林斯顿大学物理学家拉塞尔·赫尔斯和约瑟夫·泰勒发现，因此亦被称为赫尔斯-泰勒脉冲双星（Hulse–Taylor binary pulsar）。PSR B1913+16是人类发现的首个脉冲双星系统，通过对其深入研究首次发现引力波存在的间接定量证据，是对爱因斯坦广义相对论的一项重要验证，两人也因此获得1993年诺贝尔物理学奖。

## 发现
1974年，赫尔斯和泰勒使用位于波多黎各岛的阿雷西博天文台305米口径射电望远镜，在天鹰座天域探测到脉冲信号，并辨认出其来源是一颗脉冲星。这颗高速旋转、拥有强磁场的中子星一秒钟自转17次，即脉冲周期为59毫秒。赫尔斯和泰勒在对这颗脉冲星的进一步观测发现它的脉冲周期有一个系统性的变化，有时候其脉冲信号的到达快于预期理论时间，有时候又比预期理论时间慢。这种变化是平滑而且重复的，周期为7.75小时。他们意识到这样的变化可以用在严格轨道上绕一颗伴星运动引起的多普勒效应来解释。

## 双星系统
这颗脉冲星和它的伴星围绕它们的共同质心沿着偏心率很大的椭圆轨道互相旋转，它们在各自轨道的运动遵循开普勒定律，其公转周期为7.75小时。这个双星系统的成员质量相近，大约为1.4个太阳质量。两星的间距距离最近大约为1.1个太阳半径，距离最远时大约为4.8个太阳半径。此外没有观测到该双星系统的X射线辐射. 依据这些数据可以推断: PSR B1913+16和它的伴星都是中子星。PSR B1913+16的轨道和天空平面呈45度倾斜，近拱点的位置每年改变4.2度。在1975年1月，它的近拱点刚好和我们的视线垂直。
赫尔斯和泰勒对这个脉冲双星系统的深入研究发现，其公转周期存在变小的趋势，这种轨道衰减可以用爱因斯坦广义相对论解释（根据广义相对论，一个双星系统会通过引力辐射的形式损失能量。尽管这种能量损失一般相当缓慢，却会使得双星间的距离逐渐降低，同时降低的还有轨道周期）。这个双星系统公转周期变化率为每年减少76.5微秒，即其半长轴每年缩短3.5米。从现在开始计算，两星旋近至合并需3亿年的时间。
这个双星系统的一些基本参数为：
- 伴星质量 1.387 太阳质量
- 公转周期 7.751939106 小时
- 偏心率	0.617131
- 半长轴	1,950,100 千米
- 近拱点距离	746,600 千米
- 远距离	3,153,600 千米
- 在近拱点时的公转速度 (相对于质心) 450 千米/时
- 在远拱点时的公转速度 (相对于质心) 110 千米/时

於2004年，泰勒和喬爾·韋斯伯格公佈了一個新的數據分析，並縮減誤差率至0.2%。這0.2%是因為未知的銀河系常數，其中包括太陽與銀河系中心的距離、脈衝星的運動和與地球的距離。雖然他們已能改善測量前兩者的方式，但脈衝星與地球的距離仍然很難被確認。泰勒和韋斯伯格也繪製了脈衝星的二維無線電波束結構，並推測出不同進動下的各種脈衝形狀。他們發現，電波束會在緯向延長，並在縱向被擠壓往中心附近，導致其形狀猶如「∞」。

## 恆星特質
PSR B1913+16的質量為太陽質量的1.441倍，而半徑則為太陽半徑的1.4×10-5倍（0.000014倍），不到10km，即其質量比太陽還要多44.1%，但半徑比太陽還要少99.9%。這意味著其密度非常高，高達每立方米7.33×1017公斤，是太陽的1.25×1014倍。作為一顆脉冲星，PSR B1913+16的自轉非常之快。其自轉速度為59.02999792988 ms，即每秒自轉17次，比太陽的自轉週期（25.05天）快3700萬倍。PSR B1913+16距離地球21,000光年（6400秒差距）。

## 外部連結
- PSR B1913+16雙星系統軌道示意圖
- 藝術家筆下的PSR B1913+16雙星系統（页面存档备份，存于）